# Virginia Slims of Richmond 1984
Il Virginia Slims of Richmond 1984 è stato un torneo di tennis giocato sul cemento. È stata l'8ª edizione del torneo di San Diego, che fa parte Virginia Slims World Championship Series 1984. Si è giocato a San Diego negli USA dal 24 al 30 settembre 1984.

## Campionesse

### Singolare
Joanne Russell ha battuto in finale  Michaela Washington con il punteggio di 6–2, 4–6, 6–2

### Doppio
Elizabeth Minter /  Joanne Russell hanno battuto in finale  Jennifer Mundel /  Felicia Raschiatore con il punteggio di 6–4, 3–6, 7–6